# 浙一大楼
浙一大楼，曾为浙江第一商业银行大楼，现为华东建筑设计研究院使用，位于上海市黄浦区江西中路222号。该楼原由美商建筑师事务所设计，后改由华商华盖建筑事务所的陈植重新设计。大楼于1948年11月开始工程建设，延至1951年9月正式竣工。1994年，该建筑入选第二批上海市优秀历史建筑名录。

## 历史
浙江第一商业银行，原为1909年有原浙江的官方银号改组而成的浙江银行，当时总行设置在浙江省会杭州，并于1910年在沪开设分行。1915年，再度改组为官商合办的浙江地方实业银行。1923年3月，官股与商股进行拆分，随后银行亦拆成两个部分。商股部分成立为浙江实业银行，总行改迁至上海。
1935年，浙江实业银行大楼出现地基下陷的情况，因此于1940年委托美籍建筑师汤普森设计新楼，到工程开始打桩后，正遇太平洋战争爆发，工程被迫停工。1948年11月，已更名为浙江第一商业银行的总行大楼工程复工，但此时的银行管理层对原设计产生异议，于是高薪聘请当时著名华人建筑师陈植重新设计，并请华商国华建筑公司担任承包施工方，1951年9月15日工程完工。但在前一年，浙江第一商业银行的董事长李铭已将总行迁播香港。随后该楼转由华东建筑设计研究院接手，并作为办公用房。目前，该楼由交行和华东设计院共同使用。

## 建筑
浙一大楼坐东朝西，楼高八层，占地1666平方米，总建筑面积13223平方米，为钢筋混凝土结构。主立面属于现代主义手法，底楼和一、二楼的夹层外里面使用白色花岗石敷面，自二楼起至八楼，建筑外面改用褐色面砖。由于，建筑主面朝西，为了避免下午的阳光直射，所以设计者将每层的窗户向内凹陷，同时将墙体与窗户的中线向外凸出，形成大块和细小的两种横线条的“遮阳”处理方式。在汉口路上的入口一侧，为了体现建筑的宏伟高大，设计师将入口上方的墙体与窗户使用大型白色竖线条分割处理。
大楼的正门位于江西中路上，采用两扇大型铜质移门，进入大门后，内部再设置了一道旋转门。进入旋转门以后，顾客登上台阶，穿过第三道共六扇的玻璃木门后，便可以进入营业大厅。在大楼内部，因为最初作为银行来设计，所以底层建造成大型营业厅，在营业厅上部的夹层，则设计成银行保险库房。大厅的地面使用水磨石铺设，大厅中间的立柱采用大理石贴面。另外，浙一大楼一改之前银行建筑较小的窗口的设计，采用大型钢窗，使得整个大厅显得明亮。目前，底层由交通银行仍旧作为营业厅使用，而上层办公楼由华东建筑设计研究院使用。